# Т-40 (танк)
Т-40 е амфибиен лек танк, използван от Съветския съюз през Втората световна война. Въоръжен е с една 12,7-mm картечница ДШК. Това е един от малкото танкове по това време, който може да прекоси река без мост. Главната му цел е да служи на разузнавателните сили. Участва главно в операция „Барбароса“ и битката за Москва, а след това се използва рядко, главно в обучителните програми на страната до 1946 г.

## История
Командването на Червената армия винаги е предвиждало въвеждането на въоръжение на малки, с тегло до 6 тона, танкове, въоръжени с картечници. Според схващането те трябвало да се използват за фронтово разузнаване, за борба с противниковите десанти, пехотата и кавалерията, за бойно охранение и за съпровождане на механизирани колони. Скромната бронезащита, слабото въоръжение и малочисленият екипаж са компенсирани с малките габарити, високата подвижност и способността да плават. През 20-те години на 20 век Червената армия разполага с два типа такива танкове – Т-37 и Т-38.
През 1938 г. се появява нуждата от качествено нов плаващ танк с повишени бойни качества в сравнение с Т-38. С разработването на новия танк се заема конструкторското бюро на Завод № 37. Проектирането приключва в средата на 1939 г. Произведени са два прототипа, които получават индекса Т-40. Полигонни изпитания са проведени през юли – август същата година. В хода на изпитанията са направени няколко изменения в конструкцията на машината – увеличена е дължината на корпуса със 120 мм, ширината с 50 мм, а височината е намалена с 20 мм. Трилопатният винт е заменен с четирилопатен с диаметър 400 мм. Внесени са изменения в конструкцията на веригите. На танка е монтиран двигател ГАЗ-202.
С решение на Комитете по отбраната на СССР от 19 декември 1939 г. танкът е приет на въоръжение. В съответствие с това решение Завод № 37 е трябвало да произведе до 1 март 1940 г. три опитни образци Т-40, до 1 август същата година 15 танка, а от 1 октомври 1940 г. да пристъпи към серийно производство на Т-40. Поради различни причини през 1940 г. са произведени 41 машини. През следващата 1941 г., до началото на Втората световна война, са произведени 179 танка.
След началото на войната, поради големия недостиг на танкове, е решено да не бъде монтирано плавателното оборудване. Някои автори твърдят, че тази разновидност е била произвеждана с индекс Т-40С („Сухопутный“), но това не е сигурно.
От юли 1941 г. е взето решение на танка вместо оръдието ТНШ, да бъде монтирано 23-мм оръдие ПТ-23ТБ, но тази версия не влиза в серийно производство. По същото време започва производство без нишата за монтаж на плавателно оборудване и увеличаване дебелината на бронята. Малко по-късно е монтирано ново 20-мм оръдие ШВАК. Поради това, че този танк е имал заводски индекс „030“, понякога е назоваван и като Т-30. От модела Т-30 са произведени малък брой машини. През есента на 1941 г. на Т-40 вместо купола е монтирана РСЗО БМ-8-24.
Танкът взема спорадично участие в началото на Втората световна война, а в битката за Москва е използван широко. Изведен е от състава на войските в средата на 1942 г. До 1946 г. е използван като учебна машина.

## Устройство

### Конструкция
За повишаване плаваемостта на танка е увеличена височината му, а за повишаване на устойчивостта корпусът е с трапецовидна форма. Корпусът е херметизиран, съобразен с хидродинамиката на плавателно тяло, а на носа е монтиран вълноотражател. Това позволява на машината да преодолява водни прегради с бързо течение и вълнение до 3 бала. За екипажа са предвидени лични спасителни средства. В корпуса не са предвидени прегради за обособяване на отделение за управление и бойно отделение. Това облекчавало връзката между командира и механик-водача и дава възможност на по-късен етап да бъде монтирана и радиостанция.
Екипажът е от 2 души, разположени в тандемна схема (един зад друг). Механик-водачът е разположен в предната част на корпуса почти по средната ос на машината, което подобрява видимостта по курса и двете страни. Командирът-стрелец е разположен в куполата. Всеки от тях има самостоятелен люк.

### Двигател и трансмисия
Двигателят е четиритактов бензинов, 6-цилиндров редови от „ГАЗ-11“ с мощност 8 к.с. Разположен е по дължина на оста на машината с маховика напред, максимално близо до десния борд. Вдясно от него са монтирани радиаторът и топлообменникът. трансмисията е разположена в предната част на корпуса, което подобрява значително маневреността на машината. Машината има два резервоара (по 100 л), разположени от двете страни на кърмовата част. В най-ниската част на дъното в специална хидродинамична ниша е монтиран гребен винт и два руля.

### Ходова част
Състои се от по 4 единични опорни ролки с диаметър 550 мм и гумени бандажи, по 3 поддържащи ролки, водещи колела отпред и задни колела (ленивци) с механизъм за натягане на веригата отзад. Веригите са с ширина на траковете 260 мм. На Т-40 за първи път се използва в серийно производство индивидуално торсионно окачване.

### Въоръжение
Въоръжението, в съпоставка с по-старите образци плаващи танкове, е значително по-мощно. В обща маска са монтирани голямокалибрена 12,7-мм картечница ДШК обр. 1938 г. (на серийните машини картечницата е обр. 1940 г.) и сдвоена с нея 7,62-мм картечница ДТ обр. 1929 г. Боекомплектът за ДШК е 500 патрона в 10 ленти по 50, а за картечницата ДТ – 2016 патрона, разпределин в 32 диска. За картечницата ДШК се използват бронебойно-запалителни патрони Б-32, бронебойни патрони Б-30, бронебойно-запалителни трасиращи БЗТ и бронебойно-запалителни БС-41. Картечниците водят прицелен огън както следва: ДШК – 4000 м и ДТ – 1000 м. Големият ъгъл на възвишение на сдвоената картечна установка (25°) позволяват да се води огън и по нисколетящи цели. От 1941 г. на танка Т-30 е монтирано 20-мм оръдие ШВАК-Т (ТНШ) с боекомплект 750 снаряда. При този вариант патроните за картечницата ДТ са намалени на 1512, разпределени в 24 диска.

### Средства за наблюдение и свръзка
В Т-40 са монтирани перископични прибори за наблюдение: три за механик-водача (монтирани в челния броневи щит) и два за командира (монтирани в купола). Командирът-стрелец разполага и с прицел ТМФП. Командирът на танка е разполагал с едностранна връзка с механик-водача, осъществявано от трицветно светосигнално устройство, а външните сигнали са подавани с флагчета. Само командирските танкова разполагат с радиостанция – 71-ТК-3, двустранна дуплексна телефонно-телеграфна радиостанция, осигуряваща далечина на свръзката до 16 км.

## Бойно използване
В началото на войната, поради това че все още няма достатъчен брой танкове, Т-40 участват епизодично. В битката за Москва, през зимата на 1941 – 1942 г. Т-40 е използван широко. Най-удачно се оказва използването му в гористо-блатиста местност, поради невъзможността по-тежки танкове да бъдат използвани в такива райони.
В хода на първите стълкновения с противника проличават и основните слабости на танка, най-вече слабите бронезащита и въоръжение. Т-40 почти не е използван по основното си предназначение, т.е. като разузнавателен танк. Въпреки това и най-вече поради недостига на танкове Т-40 продължава да се използва.
С Т-40, много често съвместно с T-60, е бил окомплектован по един батальон от смесените бронетанкови бригади. В състава им Т-40 е използван за решаване на спомагателни задачи. Най-често това са поддръжка на пехотата и борба с лекобронирани цели.
Танкът е снет от въоръжение около средата на 1942 г. По-късно, при настъплението на Червената армия, когато се появява нуждата от поддръжка при форсирането на големи водни прегради това е отчетено като грешка. Използван е до 1946 г. в Качеството на учебна машина.

## Модификации
- Т-30 – Модификация на Т-40, която поради заводския си индекс „030“ е назовавана и Т-30. Танкът се произвежда без плавателно оборудване, повишена бронезащита и 20-мм оръдие ШВАК.
- Т-40 обр. 1939 – основният модел на танка, въоръжен с 12,7-мм картечница ДШК.
- Т-40 обр. 1941 – въоръжен с 23-мм танково оръдие ПТ-23ТБ.
- Т-40 обр. 1941 – въоръжен с РСЗО БМ-8-24.
- Т-40С – танк без монтирано плавателно оборудване. (Такава модификация не е доказана със сигурност. Може би става въпрос за Т-30.)
- АСУ – 76 – Плаваща самоходна артилерийска установка със 75-мм оръдие. Създадена през 1949 г.
- АСУ – 57П – Плаваща самоходна артилерийска установка 57-мм оръдие. Създадена през 1954 г.